# 2-Acétyl-1-pyrroline
La 2-acétyl-1-pyrroline est un composé chimique porteur d'un arôme et d'une flaveur donnant leur odeur caractéristique au pain, au riz basmati, au riz thaï et au Pandanus amaryllifolius.
La 2-acétyl-1-pyrroline et son homologue structurel 6-acétyl-2,3,4,5-tétrahydropyridine, à l'odeur très proche, se forment au cours de réactions de Maillard lors de la cuisson des aliments.